# Sociologia e storia
Sociologia e storia (Sociology and History) è un saggio scritto da Peter Burke, docente di storia all'Università di Cambridge, nel quale l'autore analizza i rapporti tra il mondo dei sociologi e quello degli storici, che pur essendo accomunati da alcuni oggetti d'indagine, hanno raramente mostrato interesse e volontà di collaborare in ricerche interdisciplinari, che possano utilizzare le loro reciproche competenze per giungere a conclusioni più efficaci e complete.
Invece di cooperare, i ricercatori delle due sponde si criticano a vicenda, e quindi gli storici  vengono descritti da molti sociologi, come ricercatori imprecisi, mentre i sociologi sono accusati, dai loro colleghi, di utilizzare strumenti e nozioni schematiche.
Burke spiega al lettore che se i sociologi si occupano di analizzare le strutture sociali attraverso un approccio di tipo statico, gli storici, invece, esplorano soprattutto i mutamenti intercorsi nelle strutture sociali, grazie ad un approccio dinamico.
Burke sostiene che però entrambi i due settori di studio dovrebbero integrarsi meglio, dato che da una parte le strutture subiscono mutazioni continue e dall'altra si può affermare che ogni mutazione sociale tocchi le strutture della società.
L'idea principale dell'autore è che sia auspicabile e per nulla impossibile un intreccio fra le due discipline che potrebbero, in tal modo, definirsi "sociologia storica" e "storia sociale".
Burke va oltre e apre la strada ad un rapporto interdisciplinare,  perché in questo libro non si limita a tracciare la storia delle relazioni svolte tra i ricercatori delle due discipline, bensì approfondisce alcuni concetti comuni, come "mentalità", "socializzazione" con un metodo di indagine esemplare da un punto di vista interdisciplinare.
Il libro inizia con un'accurata descrizione delle differenziazioni e delle convergenze fra storia e sociologia, prosegue con un'analisi accurata di alcuni elementi sociali, quali la famiglia, il ruolo, le classi sociali, la devianza, la mobilità, la burocrazia, la mentalità e l'ideologia; per fare questo l'autore chiarisce i metodi, le tecniche, i modelli e le tipologie utilizzabili.
Il testo si conclude con la presentazione e la spiegazione dei modelli di Spencer e di Karl Marx, utilizzati per tracciare un'analisi  dei mutamenti sociali.

## Edizioni
- Peter Burke, Sociologia e storia, Il Mulino, 1980,  pp.169 , cap.3.